# Ledward Kaapana
 (mai 2017).
Si vous disposez d'ouvrages ou d'articles de référence ou si vous connaissez des sites web de qualité traitant du thème abordé ici, merci de compléter l'article en donnant les références utiles à sa vérifiabilité et en les liant à la section « Notes et références ».
Ledward Kaapana est un musicien hawaiien, surtout connu pour son jeu de slack-key guitar (en). Il joue aussi de la steel guitar, du ukulele, de l'autoharpe et de la guitare basse.  

## Biographie
Il grandit à  Kalapana Hawaï et commence très jeune à jouer de la musique.  À 14 ans, il joue professionnellement avec sa mère, Tina et son oncle Fred Punahoa.
La reconnaissance professionnelle  viendra quelques années plus tard en tant que membre de Hui 'Ohana, avec son frère Nedward et son cousin Dennis Pavao.  Le groupe réalise 14 albums qui sont des succès commerciaux. Kaapana quitte le groupe et réalise six albums au sein d'un autre trio I Kona, et joue également avec les Pahinui Brothers, Aunty Genoa Keawe, David Chun, Barney Isaacs et Uncle Joe Keawe.

## Discographie
- 1994 : Led Live (Dancing Cat Records (en)).
- 1998 : Waltz of Wind (Dancing Cat Records) avec Bob Brozman et Sonny Landreth